# Gene Bartow
Gene Bartow, (nacido el 18 de agosto de 1930 en Browning, Misuri y fallecido el 3 de enero de 2012 en Birmingham, Alabama) fue un entrenador de baloncesto estadounidense. Ejerció como entrenador durante más de 30 años en la NCAA, además de tener breves experiencias entrenando en la liga de Puerto Rico, y las selecciones de Puerto Rico y de Estados Unidos.

## Trayectoria
- Universidad Central de Misuri  (1961-1964)
- Universidad de Valparaíso  (1964-1970)
- Universidad de Memphis (1970-1974)
- Puerto Rico  (1971-1972)
- Estados Unidos (1974)
- Universidad de Illinois  (1974-1975)
- UCLA (1975-1977)
- Universidad de Alabama en Birmingham (1978-1996)
- Vaqueros de Bayamón  (1981)
- Puerto Rico (1987)